# La Tour Eiffel (Delaunay, 1926)
Pour les articles homonymes, voir Tour Eiffel (homonymie).
La Tour Eiffel est un tableau peint par Robert Delaunay en 1926. Cette huile sur toile représente la tour Eiffel en contre-plongée. Elle est conservée au musée national d'Art moderne, à Paris. Robert Delaunay a peint plus d'une cinquantaine de tableaux où la Tour Eiffel est représentée en sujet principal où en sujet annexe.